# Midland/Odessa Sockers
El Midland/Odessa Sockers es un equipo de fútbol de los Estados Unidos que juega en la National Premier Soccer League
Fue fundado en el año 2008 en la ciudad de Midland, Texas con el nombre West Texas United Sockers y fue uno de los equipos de expansión de la USL Premier Development League para la temporada 2009.
Su primer partido fue el 10 de abril del 2009 ante el Arizona Sahuaros con victoria de 1-0 en el Grande Communications Stadium en un partido amistoso, y su primer juego oficial fue el 2 de mayo de ese año ante El Paso Patriots, el cual perdieron 0-2.
El 20 de febrero del 2013 el club cambió su nombre por el que tienen actualmente.

## Entrenadores
- Jesús Enríquez (2009–2010)
- Warren Cottle[5][6] (2010–2013)

## Jugadores

### Jugadores destacados
- Ben Everson
- Alonso Jiménez
- James Stevens